# Idiosoma nigrum
Espèce
Idiosoma nigrum est une espèce d'araignées mygalomorphes de la famille des Idiopidae.

## Distribution
Cette espèce est endémique du Wheatbelt en Australie-Occidentale,. Elle se rencontre entre Bolgart, New Norcia, Walebing, Bindi Bindi, Koorda, Durokoppin et Kellerberrin. 

## Description
Le mâle décrit par Rix, Huey, Cooper, Austin et Harvey en 2018 mesure 16,1 mm et la femelle 19,6 mm.

## Publication originale
- Main, 1952 : Notes on the genus Idiosoma, a supposedly rare Western Australian trap-door spider. Western Australian Naturalist, vol. 3, no 6, p. 130-137.